# Комарувка-Підляська
Комарувка-Підляська (пол. Komarówka Podlaska) — село в Польщі, у гміні Комарувка-Підляська Радинського повіту Люблінського воєводства. Населення — 1187 осіб (2011).

## Історія
У часи входження до складу Російської імперії належало до Радинського повіту Сідлецької губернії.
За даними етнографічної експедиції 1869—1870 років під керівництвом Павла Чубинського, у селі та на фільварку Комарівка переважно проживали римо-католики, але населення здебільшого розмовляло українською мовою.
У 1975—1998 роках село належало до Білопідляського воєводства.

## Демографія
Демографічна структура станом на 31 березня 2011 року:
|          | Загалом | Допрацездатний вік | Працездатний вік | Постпрацездатний вік |
| -------- | ------- | ------------------ | ---------------- | -------------------- |
| Чоловіки | 582     | 112                | 397              | 73                   |
| Жінки    | 605     | 109                | 344              | 152                  |
| Разом    | 1187    | 221                | 741              | 225                  |